# Heraclia grandialata
Heraclia grandialata là một loài bướm đêm trong họ Noctuidae.